# Dimecoenia chilensis
Dimecoenia chilensis är en tvåvingeart som först beskrevs av Macquart 1850.  Dimecoenia chilensis ingår i släktet Dimecoenia och familjen vattenflugor. Inga underarter finns listade i Catalogue of Life.